# Canthylidia rhodopolia
Canthylidia rhodopolia är en fjärilsart som beskrevs av Turner 1911. Canthylidia rhodopolia ingår i släktet Canthylidia och familjen nattflyn. Inga underarter finns listade i Catalogue of Life.